# 稲垣美穂子
稲垣 美穂子（いながき みほこ、本名・丹野 美穂子（たんの みほこ）、1938年2月20日 - 2024年8月6日）は、日本の女優・実業家。
東京都町田市出身。玉川学園小学部、玉川学園中学部、日本女子大学附属高等学校卒業、日本女子大学文学部国文科中退。
医師の父と看護師の母の間に、4人きょうだいの長女として原宿で生まれた。その後、父が開業することになり、町田市へ引っ越した。
夫は、『ハレンチ学園』等を撮った監督の丹野雄二。稲垣 光穂子の名義で活動した時期もある。

## 来歴
- 1956年 日本女子大学文学部在学中にスカウトされ、日活製作の映画『花の運河』で女優デビュー[1]。以降、知的な美貌で人気を集めた。
- 1961年 日活を退社し、本格的な女優活動をすることから俳優座へ移籍[1]。
- 1977年 劇団目覚まし時計主宰。日本独自のオリジナルミュージカルを製作・企画。
- 1986年 青少年の心を育てる会設立。舞台演劇を家族のふれあいの場として、青少年をはぐくもうという取り組みを進める。2001年、特定非営利活動法人（NPO法人）取得。
- 2001年 夫でダックスインターナショナル創業者、初代社長・丹野雄二の死去[3]に伴い、同社社長に就任[4]。
- 2024年8月6日 老衰で死去。86歳没[5][6]。

## 主な出演

### 映画
- 花の運河（1956年）
- 逆光線（1956年）
- 地獄の札束（1956年）
- 沖縄の民（1956年）
- 孤獨の人（1957年、日活） - 鳥羽頼子 役
- 女子寮祭（1957年）
- 青春の抗議（1957年）
- 月下の若武者（1957年、日活） - 桔梗 役
- 狂った関係（1957年）
- 童貞先生行状記（1957年）
- 白い悪魔（1958年）
- 永遠に答えず 完結篇（1958年）
- 少女と風船（1958年）
- お笑い三人組（1958年）
- 野郎と黄金（1958年）
- 船方さんよ（1958年）
- 青い乳房 （1958年、鈴木清順監督）
- 太陽をぶち落せ（1958年）
- 俺らは流しの人気者（1958年）
- 危険な群像（1958年）
- 不道徳教育講座（1959年）
- 第三の死角（1959年）
- 愛は空の果てへ（1959年）
- JA750号機行方不明（1959年）
- 逃亡者（1959年）
- 拳銃0号（1959年）
- 絞首台の下（1959年）
- 若い豹のむれ（1959年）
- かわいい女（1959年）
- 銀座旋風児（1959年）
- 夜霧の空港（1959年）
- 地獄の曲り角（1959年）
- 大学の暴れん坊（1959年）
- 昼下りの暴力（1959年）
- 青春を吹き鳴らせ（1959年）
- 事件記者 時限爆弾（1960年）
- 刑事物語 殺人者を挙げろ（1960年）
- 六三制愚連隊（1960年）
- 打倒（1960年、日活））
- 今夜の恋に生きるんだ（1960年）
- 特捜班5号（1960年）
- 俺は流れ星（1960年）
- 浅草姉妹（1960年）
- 野郎!地獄へ行け（1960年）
- 小雨の夜に散った恋（1960年）
- 借りは返すぜ（1960年）
- ある恋の物語（1960年）
- 情熱の花（1960年）
- 都会の空の用心棒（1960年）
- 夜の挑戦者（1961年） - 川野フミ子 役
- 薩陀峠の対決（1962年）
- 対決（1963年）
- 傷だらけの不敵者（1963年）
- 母の歳月（1963年）
- 横堀川（1966年）
- 若社長大奮戦（1967年）
- 稲妻（1967年）
- 夜の手配師（1968年）
- 涙でいいの（1969年）
- 女賭博師花の切り札（1969年）
- 刺客列伝（1969年）

### テレビドラマ
- テレビ指定席「あしあと」（1961年、NHK） - 映像が現存し、再放送されている
- 示談屋（1962年、関西テレビ）　-　映像が現存する
- いまに見ておれ（1964年、TBS）
- 七人の孫（1964年、TBS）
- 青年同心隊 第5話「サノ金、がんばる」（1964年、TBS）- 左兎
- 泣虫小僧（1965年、関西テレビ）
- 三匹の侍（フジテレビ）
  - 第4シリーズ 第26話「斬る」（1967年） - お滝役
  - 第6シリーズ 第18話「裏切りの季節」（1969年） - 八千代役
- 船場（1967年、関西テレビ）
- 銭形平次 第96話「割れた鏡」（1968年、フジテレビ） - お光役
- ザ・ガードマン（TBS / 大映テレビ）
  - 第174話「死体と住む女」（1968年）
- キイハンター（TBS / 東映）
  - 第14話「贋札づかいの墓標」（1968年）- 小池秋子役
  - 第40話「用心棒必勝作戦」（1969年）
  - 第197話「顔のない女の墓標」（1972年） - 艶子役
- 大奥（1969年、関西テレビ / 東映） - お美代の方役
- プロファイター（日本テレビ / 宝塚映画）
  - 第10話「悪夢の中の女」（1969年）
- あゝ忠臣蔵（1969年、関西テレビ / 東映）
- 水戸黄門 （TBS / C.A.L）
  - 第1部 第7話「雨あがる -大井川-」（1969年9月15日） - 妙役
  - 第5部 第4話「黄門さまのおまじない -諏訪-」（1974年4月22日） - お静役 ※ 稲垣光穂子名義
  - 第10部 第19話「恋しきひとの琴 -犬山-」（1979年12月17日） - 若宮せつ役
  - 第13部 第8話「悲願を秘めた蜆売り -吉田-」（1982年12月6日） - 生方綾役
- 鬼平犯科帳 第59話「おっ母ァ、すまねえ」（1970年、NET / 東宝） - おぬい
- アイフル大作戦（TBS / 東映）
  - 第6話「キャー! 空から死体と札束が」（1973年）
- 太陽にほえろ!（日本テレビ / 東宝）
  - 第69話「初恋への殺意」（1973年） - 森岡悦子役
- ぶらり信兵衛 道場破り 第24話「片想い未練橋」（1974年、フジテレビ / 東映）
- 愛ぬすびと（1974年、東海テレビ）
- 土曜ワイド劇場「死刑台の美女 江戸川乱歩の悪魔の紋章」（1978年、テレビ朝日 / 松竹） - 北園竜子役
- 新五捕物帳 第50話「狼が来た」（1978年、日本テレビ）- おえん役
- 意地悪ばあさん 第18話「刃物はダメよの巻」（1982年、フジテレビ / テレパック） - 鈴木夫人役
- 木曜ゴールデンドラマ「台所太平記 〜おんな八人寄れば…」（1982年、読売テレビ）
- 御宿かわせみ「奥女中の死」(1982年、NHK）
- 血の絆(1983年、MBS)
- 月曜ワイド劇場「ハローオックン! あわや小学浪人?」（1983年、テレビ朝日）
- 華の嵐（1988年、東海テレビ） -  朝倉貴久子役
- 愛無情（1988年、東海テレビ） -　ナレーション
- 君の名は（1991年〜1992年、NHK） - 清宮田鶴子役
- ホームワーク（1992年、TBS）
- いつの日かその胸に（1994年、TBS）
- 土曜ワイド劇場「雪の絶唱 飛騨高山 殺意の不倫清算旅行」（1996年、テレビ朝日） - 菅野光恵役
- 金曜エンタテイメント「安岡課長の殺人会議 〜リストラまで30日〜」（1999年、フジテレビ）

### 舞台
- 「有間皇子」(芸術座)
- 「六本木心中」(芸術座)
- 「花の生涯」(東京宝塚)
- 「どん底」(俳優座)
- 「図々しい奴」(明治座)
- 「男衆さん」(中座)
- 「新夫婦ぜんざい」(名鉄ホール)
- 「三姉妹」(新歌舞伎座)
- 「道頓堀」(御園座)
- 「逢いびき」(シアターグリーン)
- 「どてらい男」(梅田コマ)
- 「無法松の一生」(南座)
- 「鮎川サユリの奇怪な体験」(三越ロイヤルシアター)
- 「祇王と時子」(ジァンジァン)
- 森進一特別公演「弁天小僧」(新宿コマ)
- 「新・アンの愛情」
- 前川清特別公演「やっぱりさっぱり虹之亟」（原案・演出：萩本欽一）(新宿コマ)
- 「天童よしみ公演」(新歌舞伎座)

### テレビアニメ
- キリン名曲ロマン劇場（東京12チャンネル（現・テレビ東京）） - ナレーター
  - 巴里のイザベル
  - さすらいの少女ネル

### その他のテレビ番組
- かたつむり大作戦（KBS京都）
  - 「交通安全キャンペーン 25時間チャリティー・ラテソン」
- 美穂子のちょっといい話（名古屋テレビ、ダックスインターナショナル）
  - 美穂子のちょっといい話PART2（名古屋テレビ、ダックスインターナショナル）
- 爆報! THE フライデー （2013年10月4日、TBS）

ほか多数

### CM
- 本格派・たまごスープ（協和発酵工業）